# ويلبرت سوفريين
ويلبرت سوفريين, (بالهولندية: Wilbert Suvrijn)‏ ولد في 26 أكتوبرمن سنة 1962،في سيتارد، ليمبورخ (هولندا). وهولاعب كرة قدم هولندي متقاعد، غالباً ما كان يلعب بدور المدافع (كرة قدم), وبدور لاعب وسط (كرة قدم) ايضاً.

## حياته المهنية
مثل سوفريين في بلادة فريقة المحلي فورتونا سوتارد, الذي ساعدة على الفوز في الدوري الهولندي الممتاز, وفي نادي رودا ياي سي, وقد لعب ويلبرت سوفريين عدد كلي من 209 مباريات كرة القدم خلال الدوري الأول في سبع فصول.

## مسيرته الكروية
لعب ويلبرت سوفريين خلال مسيرته الاحترافية مع 3 أندية في اثنا عشر موسمًا وسجل خلالها 14 هدفًا ضمن 341 مباراة. حيث فاز في موسم واحد بالكأس ولم يفز بأي دوري.
خاض ويلبرت سوفريين مسيرته مع نادي فورتونا سيتارد في موسم 1981–82 ليلعب معه خمسة مواسم، مشاركًا في 156 مباراة سجل خلالها 10 أهداف. ثم انتقل إلى نادي رودا كيركراده في موسم 1986–87 واستمر معه طيلة ثلاثة مواسم، حيث شارك في 82 مباراة سجل خلالها 3 أهداف. لينتقل بعدها إلى نادي مونبلييه في موسم 1989–90 ليلعب معه أربعة مواسم، مشاركًا في 103 مباراة سجل خلالها هدفًا واحدًا.

## روابط خارجية
- ويلبرت سوفريين على موقع قاعدة بيانات كرة القدم.إي يو (الإنجليزية)
- ويلبرت سوفريين على موقع ناشيونال فوتبول تيمز (الإنجليزية)
- ويلبرت سوفريين على موقع عالم كرة القدم.نت (الإنجليزية)